# Cuscuta brachycalyx
Cuscuta brachycalyx är en vindeväxtart som först beskrevs av Truman George Yuncker, och fick sitt nu gällande namn av Truman George Yuncker. Cuscuta brachycalyx ingår i släktet snärjor, och familjen vindeväxter. Utöver nominatformen finns också underarten C. b. apodanthera.